# Jack Kirby
Jack Kirby (/ˈkɜːrbi/; 28 tháng 8 năm 1917 – 6 tháng 2 năm 1994), tên khai sinh là Jacob Kurtzberg, là một họa sĩ truyện tranh, nhà văn và biên tập viên người Mỹ được biết đến rộng rãi với những sản phẩm nghệ thuật sáng tạo, phong phú và có tầm ảnh hưởng rộng lớn.
Kirby lớn lên trong một gia đình nghèo ở thành phố New York, và học cách vẽ các nhân vật truyện tranh bằng cách học theo comic và sách báo. Ông tham gia vào nền công nghiệp truyện tranh mới khai sinh ở Mỹ vào những năm 1930s, vẽ vài seri truyện tranh dưới nhiều bút danh khác nhau, như Jack Curtiss, trước khi dùng hẳn tên Jack Kirby. Năm 1940, ông và nhà văn-biên tập viên Joe Simon tạo ra nhân vật siêu anh hùng thành công rực rỡ Captain America cho tờ Timely Comics, thứ đặt nền móng cho Marvel Comics. Vào thập niên 1940, Kirby lập nhóm với Simon, tạo ra vô số nhân vật cho công ty đó và cho National Comics Publications, sau này trở thành DC Comics.
Sau khi chiến đấu trong chiến tranh thế giới thứ hai, Kirby làm việc cho một số nhà xuất bản, gồm có DC, Harvey Comics, Hillman Periodicals. Tại Crestwood Publications ông và Simon đã tạo ra thể loại truyện tranh lãng mạn và sau đó thành lập công ty ngắn hạn của họ, Mainline Publications. Sau cùng, Kirby làm việc cho phiên bản thập niên 1950 của tờ Timely, Atlas Comics, thứ sẽ trở thành Marvel vào thập kỉ sau. Tại đây, vào thập niên 1960, Kirby và nhà văn-nhà biên tập Stan Lee cùng nhau tạo nên nhiều nhân vật trọng tâm của công ty, gồm có Fantastic Four, nhóm X-Men, và Hulk. Cặp đôi Lee-Kirby nhận được thu nhập lớn và nhiều phản hồi tích cực, tuy nhiên vào năm 1970, cảm thấy mình đã bị đối xử không công bằng, Kirby rời công ty và làm việc cho đối thủ DC.
Tại DC, Kirby tạo ra seri Fourth World. Seri này tuy được xem là không thành công và đã bị dừng sản xuất, seri New Gods của Fourth World vẫn tiếp tục và trở thành một phần quan trọng của vũ trụ DC. Kirby trở lại Marvel một thời gian ngắn vào giữa tới cuối thập niên 1970, sau đó đầu tư vào phim hoạt hình và truyện tranh lẻ. Những năm sau, Kirby, người đã được gọi là "William Blake của truyện tranh Mỹ", đã nhận được sự công nhận cho sự nghiệp đóng góp của mình.
Kirby đã cưới Rosalind "Roz" Goldstein vào 1942. Họ có bốn đứa con, và vẫn sống như vợ chồng cho tới khi ông chết vì đau tim vào năm 1994, vào tuổi 76. Giải thưởng Jack Kirby và Jack Kirby Hall of Fame được đặt tên theo ông.